# Oncidium sphacelatum
Oncidium sphacelatum är en orkidéart som beskrevs av John Lindley. Oncidium sphacelatum ingår i släktet Oncidium och familjen orkidéer. Inga underarter finns listade i Catalogue of Life.

## Bildgalleri

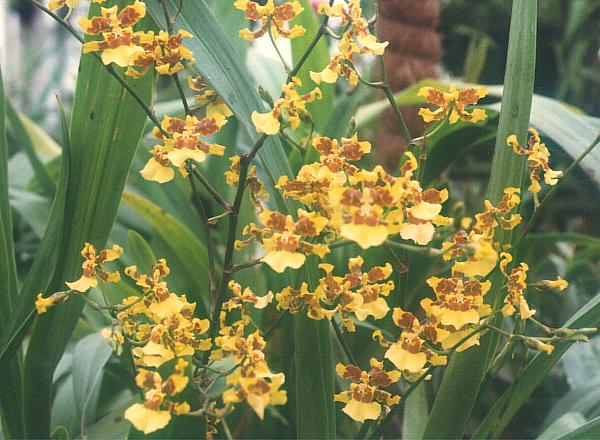
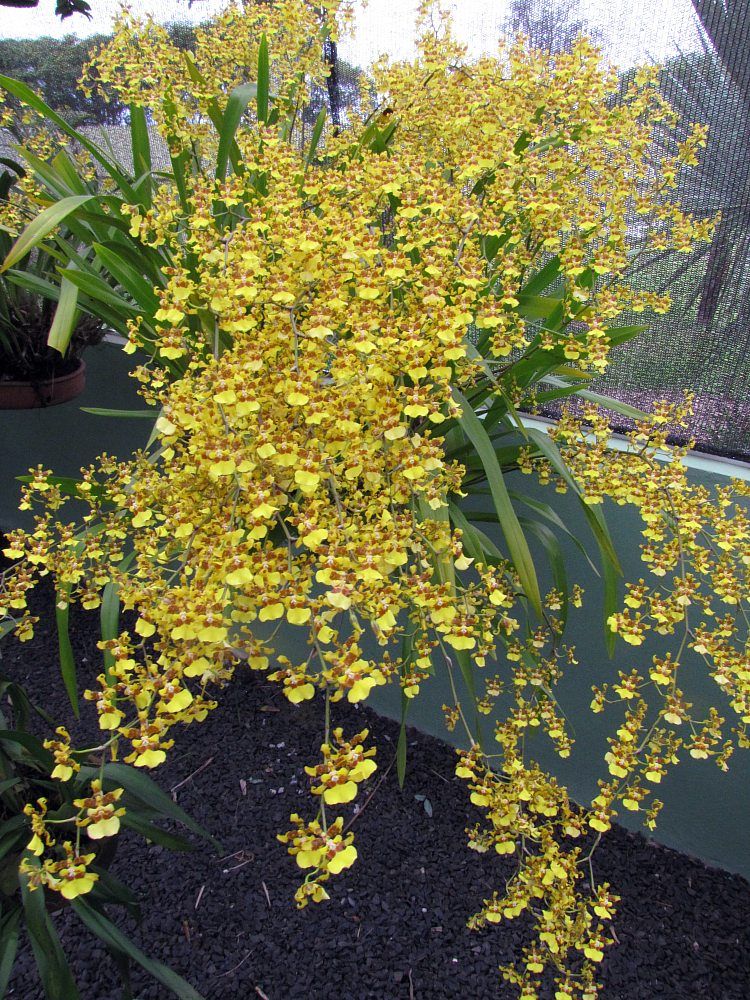
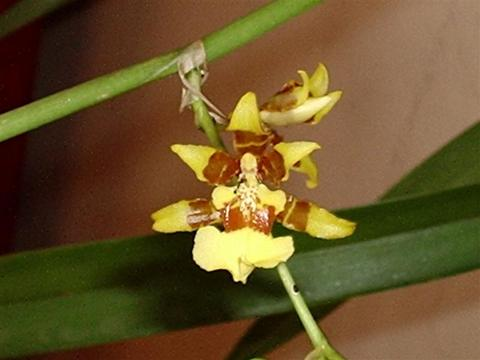
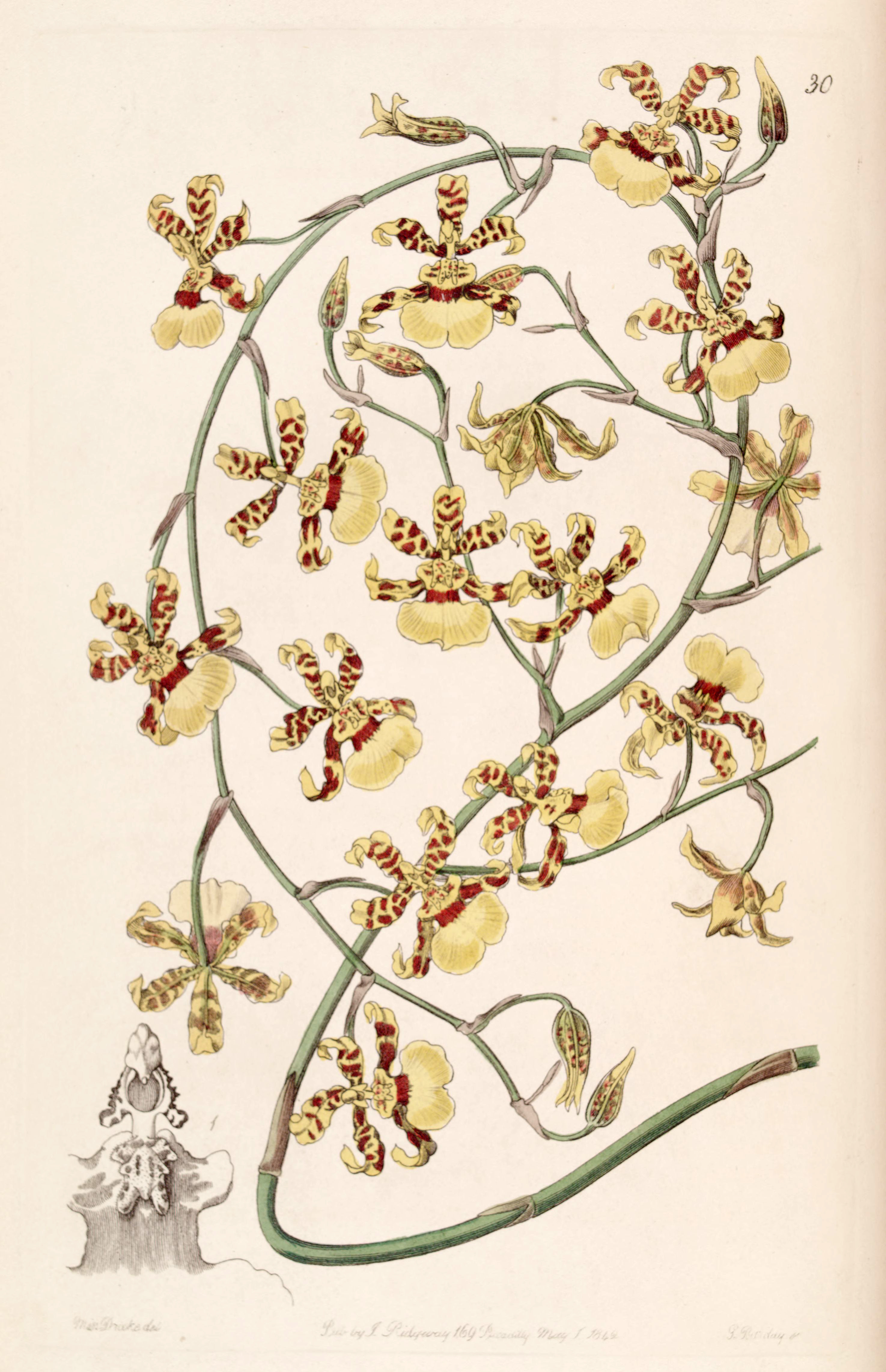
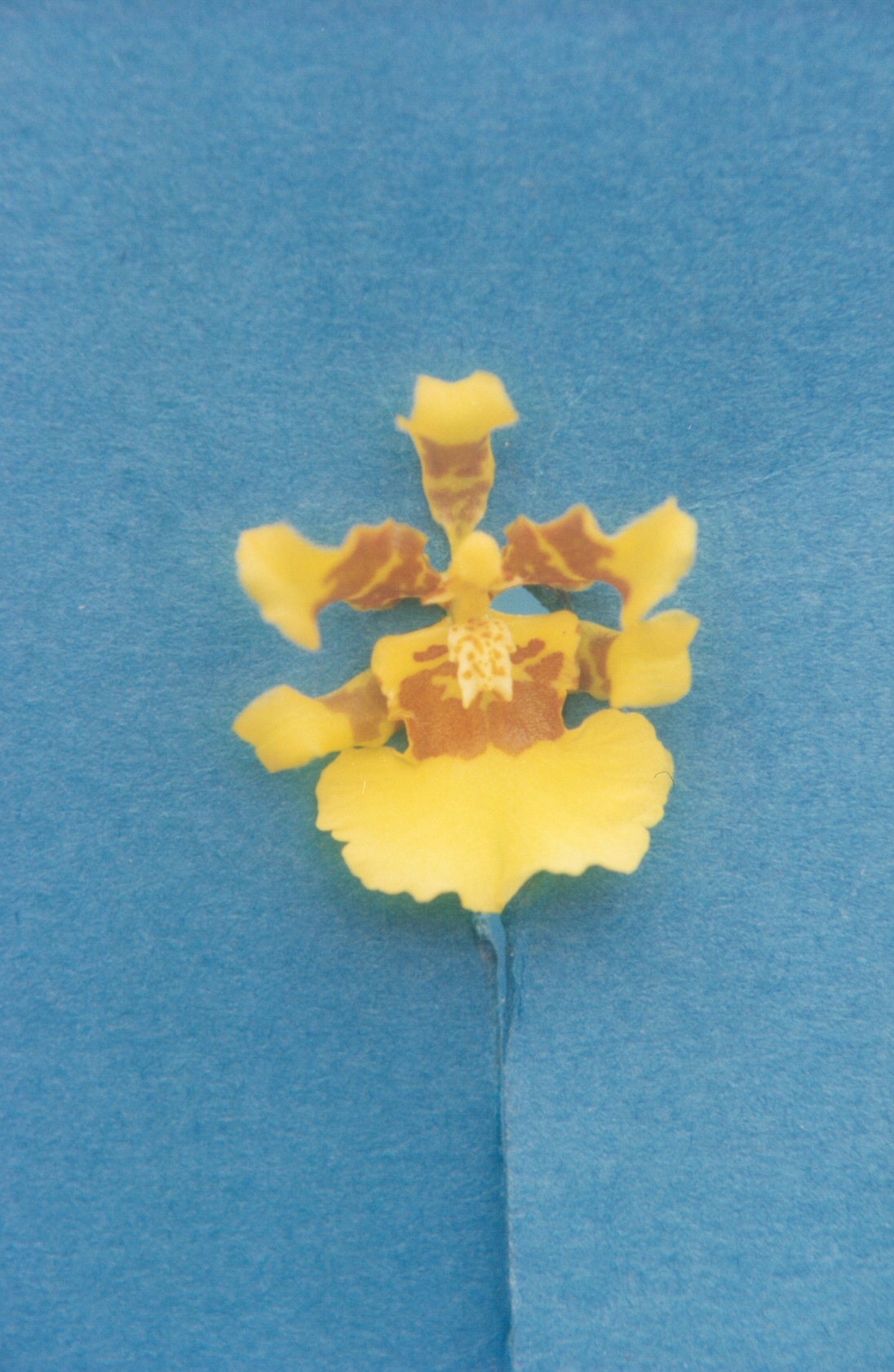
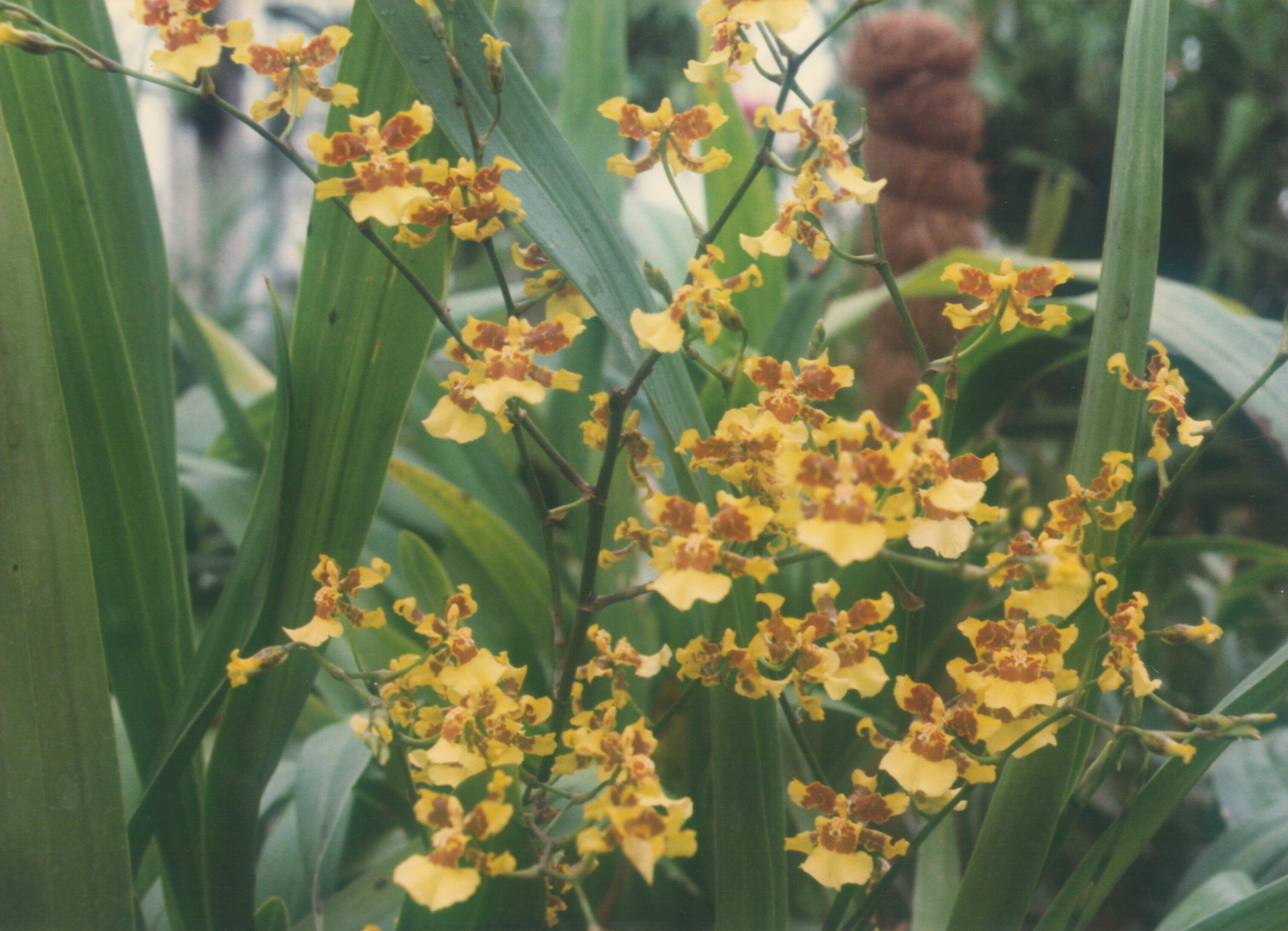